# Eucharia attenuata
Eucharia attenuata är en fjärilsart som beskrevs av Charles Oberthür 1912. Eucharia attenuata ingår i släktet Eucharia och familjen björnspinnare. Inga underarter finns listade i Catalogue of Life.